# Mieszkanie Stefana Żeromskiego na Zamku Królewskim w Warszawie

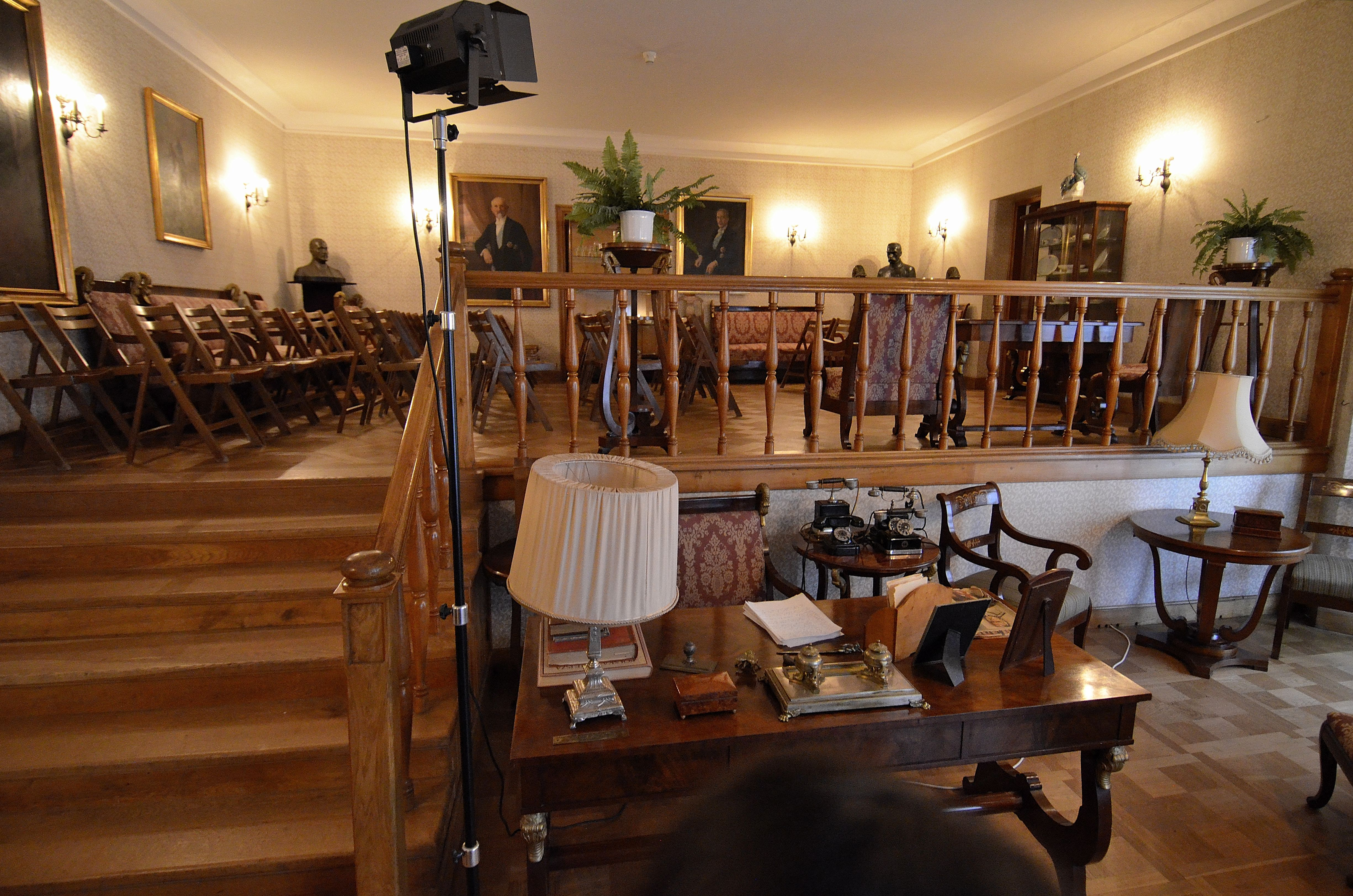
Pokój Środkowy (2015)

Mieszkanie Stefana Żeromskiego – apartament liczący 120 m², znajdujący się na Zamku Królewskim w Warszawie, w którym Stefan Żeromski spędził wraz z rodziną ostatni rok swojego życia (1924–1925).

## Mieszkanie Stefana Żeromskiego na Zamku Królewskim w Warszawie za życia artysty
W listopadzie 1924 roku wszyscy przeprowadzili się z Konstancina do Zamku Królewskiego. Mieszkanie to przyznał pisarzowi ówczesny prezydent Rzeczypospolitej Stanisław Wojciechowski, jako wyraz szacunku dla zasług artysty.
W porównaniu z dorobkiem literackim Żeromskiego oraz jego rangą społeczną te 120 m² wydawało się być powierzchnią dosyć małą, jednak pomieszczenie miało wiele walorów, które opisuje córka artysty Monika Żeromska w swoich Wspomnieniach. Pokoje były tam bardzo wysokie, okna w grubych murach, przez które rozciągał się malowniczy widok na Wisłę i wszystko co za nią, ogromne, a tapety na ścianach przypominały jedwab.
Apartament był zaciszny i wygodny. Do mieszkania wchodziło się z pierwszego zamkowego podwórza na schody w Wieży Władysławowskiej. Sąsiadami państwa Żeromskich byli państwo Kuźmińscy z roczną córeczką – on był lotnikiem, a jego żona siostrzenicą prezydenta Wojciechowskiego.
Wszyscy członkowie rodziny pisarza bardzo polubili nowe mieszkanie i razem zaczęli je urządzać. Do wejścia prowadził ciemny korytarz biegnący obok kuchni aż do pokoju stołowego. Pokój stołowy był spory i miał dwa okna, a po prawej stronie znajdowały się drzwi do pokoju Stefana. Tapety miały tam kolor ciemnego szafiru. Po prawej stronie znajdowało się siedem schodków prowadzących do tak zwanego „pokoju na górce”, który należał do żony i córki pisarza. Mieścił się on na wieży i był tak niski, że nie mógł mieć górnego światła – zamiast tego na ścianach widniały kinkiety. Dwa okna w bardzo głębokich wykuszach sięgały podłogi, a między nimi znajdowała się toaletka.
Pokój Żeromskiego miał jedno okno z białymi firankami. Nie były one jednak skrzyżowane jak w reszcie okien, lecz puszczone luźno. Przed nimi znajdował się dębowy stół na solidnych nogach przykryty niebieskim suknem. Monika Żeromska opisuje pokój ojca jako najbardziej przestronny, w którym znajdowało się mnóstwo książek i papierów.

### Miejsce spotkań kulturowych
W tym właśnie apartamencie odbywały się rozmaite spotkania kulturalne z udziałem wybitnych ludzi tamtych lat, np. Reymonta, Lorentowicza, Limanowskiego, Tuwima czy Stryjewskiego.

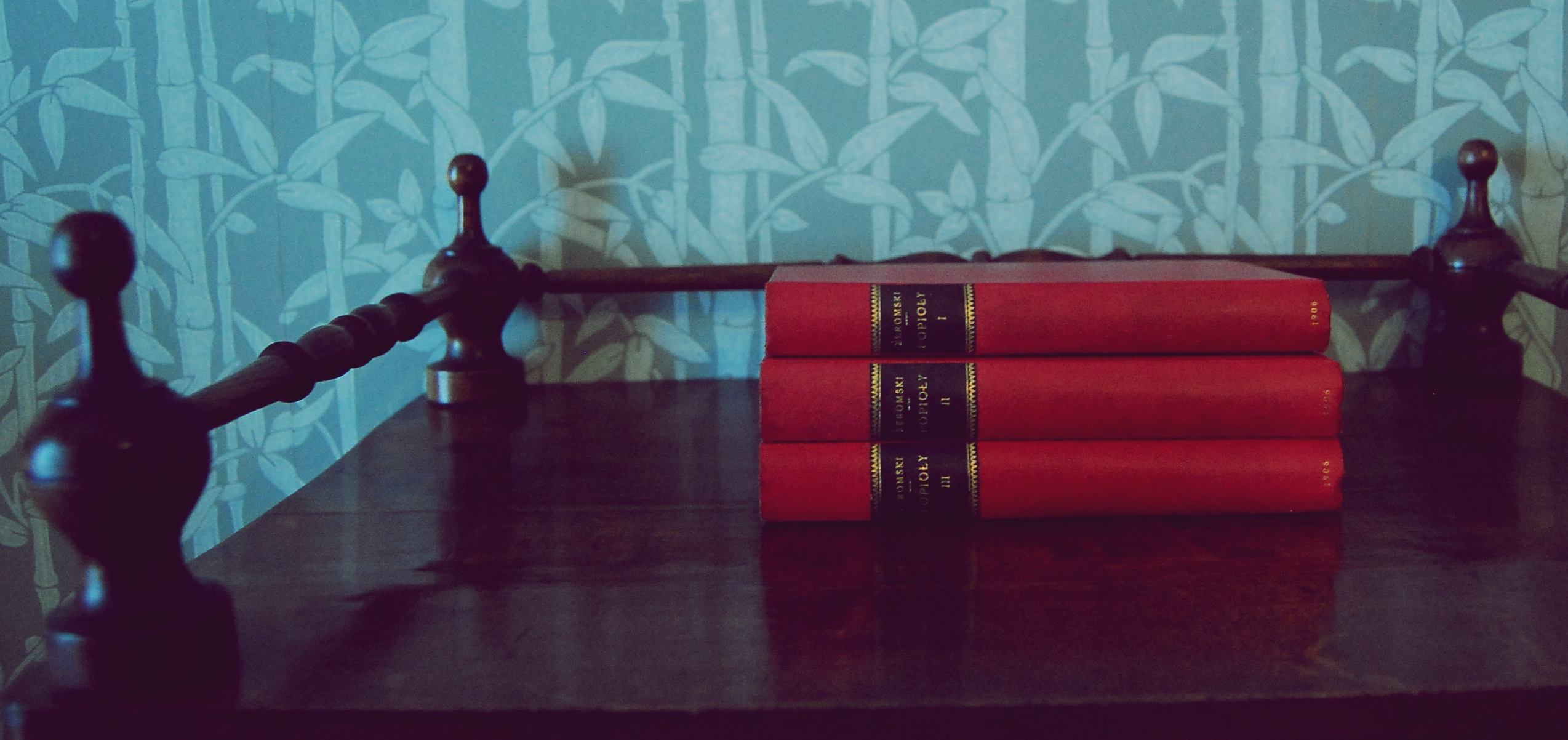
Popioły

Żeromski skupiał wokół siebie świat literacki i wystąpił z inicjatywą założenia polskiej sekcji PEN Clubu. Przynależność do tej organizacji międzynarodowej z pewnością mogłaby przynieść wiele korzyści polskiej kulturze, z czego pisarz świetnie zdawał sobie sprawę.
Bezpośrednio pod jego mieszkaniem znajdowały się sale stanisławowskie. Nad królewskim pierwszym piętrem z salą tronową, balową i pięknym małym pokoikiem ambasadorów mieścił się pokój żony i córki Stefana Żeromskiego. To miejsce bardzo podobało się dzieciom artysty – było wprost wymarzone do zabaw.

### Choroba i śmierć
W 1925 roku pisarz ciężko zachorował na serce. Cały czas jednak nie przestawał zajmować się problemami ludzkimi i społecznymi. Rok, który pisarz spędził na Zamku, był bez wątpienia jednym z najbardziej pracowitych. Umarł 20 listopada 1925 roku o godzinie 11 przed południem w swoim własnym mieszkaniu, w którym wówczas była jedynie jego żona. Została mu przyznana Wielka Księga Orderu Polonia Restituta, której nigdy nie odebrał. Przeciwnicy twórczości Żeromskiego nawet po jego śmierci zajadle go atakowali i występowali z protestami przeciw państwowej oprawie obrzędów pogrzebowych. Przed zamkową kaplicą gromadziły się tłumy ludzi, by oddać hołd jednemu z największych duchowych wodzów narodu.

## Mieszkanie pisarza obecnie

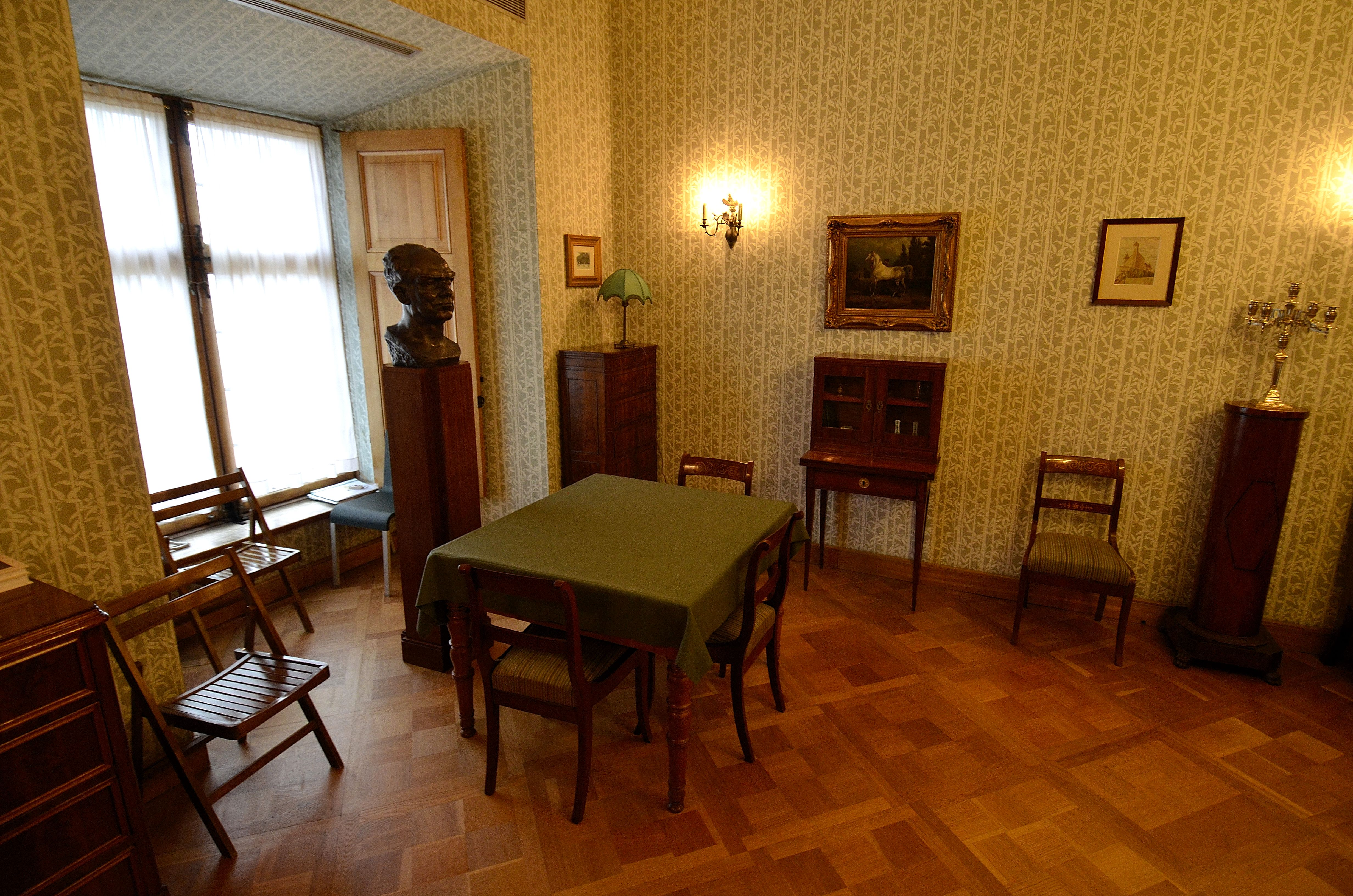
Pokój Pisarza

Mieszkanie na Zamku Królewskim zostało dokładnie odtworzone według wskazówek córki pisarza, konsultującej się z żyjącą jeszcze wtedy (zmarłą w 1983) żoną artysty Anną Żeromską.
Zmieniono jednak trochę jego kształt ze względu na problemy techniczne – poziom dawnego Pokoju Stołowego został zróżnicowany, podczas gdy dawniej na podwyższeniu znajdował się jedynie „Pokój na Górce", do którego prowadziło siedem krętych schodków.
W apartamencie znajdują się ekspozycje twórczości artysty, a także rekonstrukcja miejsca pracy. Trzy pokoje przyjęły różne nazwy: Pokój Pisarza, Pokój Środkowy i Pokój na Górce. W tym pierwszym ustawiono popiersie artysty wykonane z brązu, w miejscu gdzie zmarł.